# Министерство природы и охраны окружающей среды Пуэрто-Рико
Министерство природы и охраны окружающей среды Пуэрто-Рико было создано Законом № 23 от 20 июня 1972 года во время губернаторства Луиса А. Ферре. В 1973 году в качестве жеста двухпартийности преемник Ферре, губернатор Рафаэль Эрнандес Колон, назначил своего предшественника Круса Матоса, председателя Совета по качеству окружающей среды — первым министром нового ведомства. Другой, бывший председатель Совета по качеству окружающей среды, Педро А. Хелаберт, занимал должность министра. Текущий министр — Даниэль Галан Керсадо.

## Подведомственные органы
- Администрация по выбросам твердых отходов
- Комиссия по судоходству
- Корпусрейнджеров природных ресурсов